# Dries van Agt

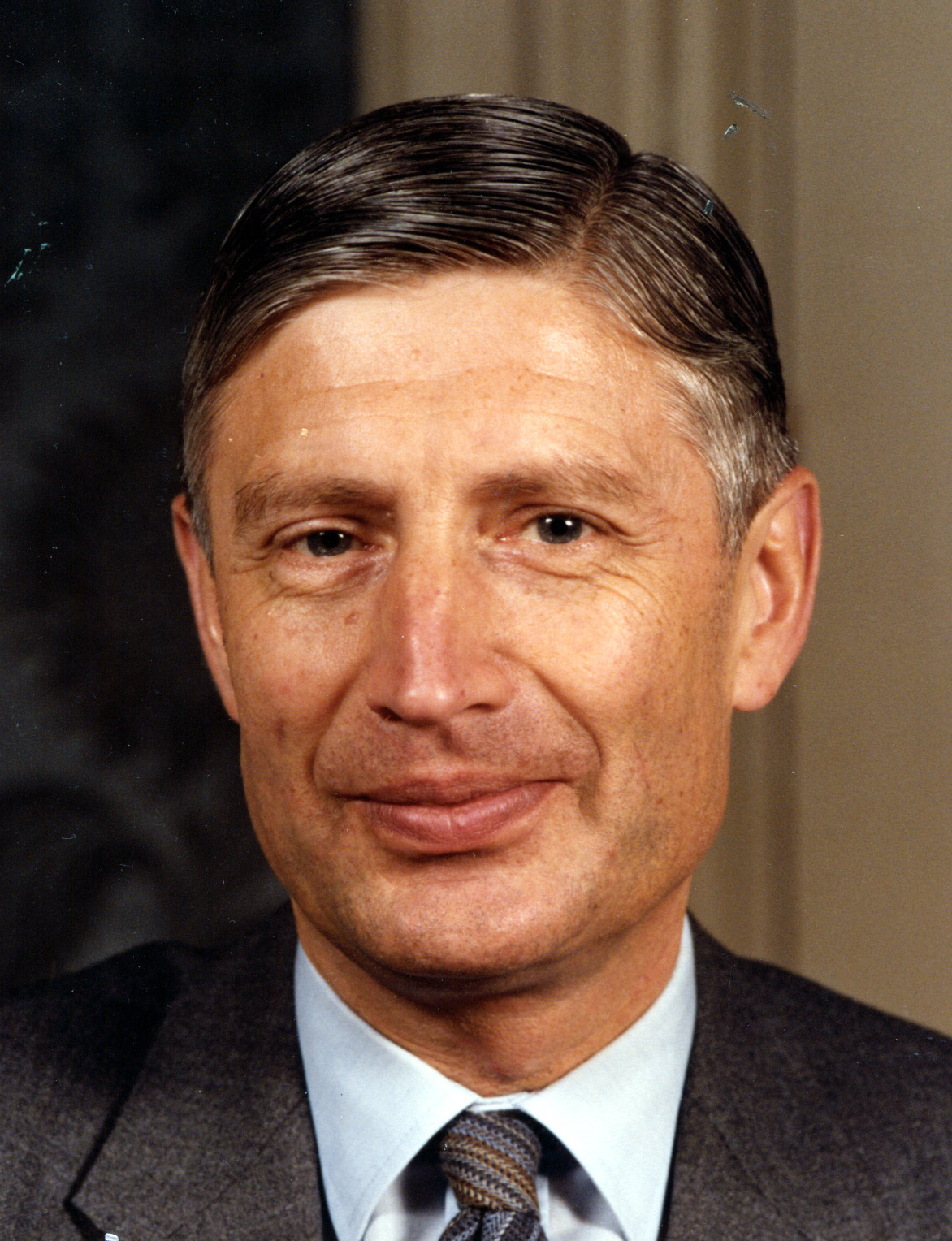
Dries van Agt (1980)

Andreas Antonius Maria „Dries“ van Agt (Ausspracheⓘ; * 2. Februar 1931 in Geldrop, Provinz Noord-Brabant; † 5. Februar 2024 in Nijmegen) war ein niederländischer Politiker (KVP, ab 1980 CDA). Er war von 1977 bis 1982 Ministerpräsident der Niederlande. Zuvor war er von 1971 bis 1977 Justizminister. Von 1976 bis 1982 war er politischer Leiter des Christen-Democratisch Appèl, der sich in dieser Zeit von einem Wahlbündnis christlicher Parteien zu einer einzigen Partei wandelte.

## Leben
Van Agt wurde 1931 als Sohn eines Textilfabrikanten in Geldrop (Noord-Brabant) geboren. Nach dem Abitur am Augustinianum in Eindhoven studierte er Jura an der Katholieke Universiteit Nijmegen (heute Radboud-Universität) und promovierte dort 1955. Danach war er bis 1957 Rechtsanwalt in Eindhoven und arbeitete anschließend bis 1962 im Ministerium für Landwirtschaft und Fischerei und danach bis 1968 im Justizministerium. Von 1968 bis 1971 war er Professor für Strafprozessrecht an der Katholischen Universität Nijmegen.
1995 bis 1996 hatte er eine Gastprofessur für Internationale Beziehungen an der Universität Kyōto in Japan inne.
Bekannt war van Agts Vorliebe für den Radsport.
Er starb am 5. Februar 2024 im Alter von 93 Jahren gemeinsam mit seiner Ehefrau Eugenie, mit der er siebzig Jahre verheiratet war, durch aktive Sterbehilfe.

## Politische Karriere

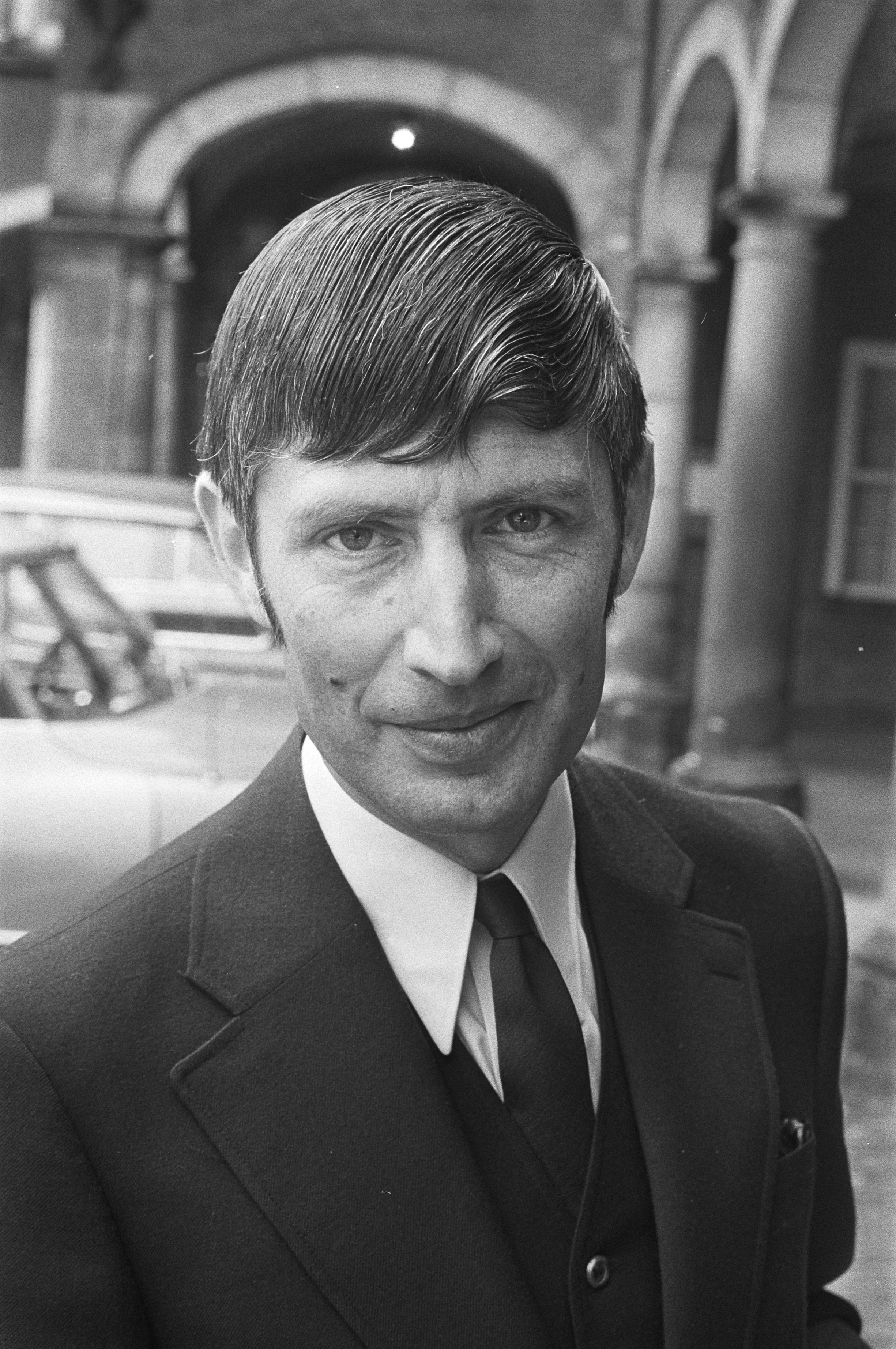
Dries van Agt bei der Vorstellung der künftigen Minister des Kabinetts Biesheuvel (1971)

### Justizminister
Das Mitglied der Katholischen Volkspartei (KVP) war vom 6. Juli 1971 bis zum 11. Mai 1973 Justizminister im Kabinett Biesheuvel. Bei der Parlamentswahl im November 1972 wurde er in die Zweite Kammer der Generalstaaten gewählt. Bei der anschließenden Regierungsbildung kam ihm zusammen mit Wil Albeda (ARP) die Rolle des Informateurs zu. Es kam eine Mitte-links-Koalition aus fünf Parteien zustande. In diesem Kabinett unter Führung des Sozialdemokraten Joop den Uyl war van Agt vom 11. Mai 1973 bis zum 8. September 1977 erneut Justizminister und zusätzlich stellvertretender Ministerpräsident. Zusammen mit Gesundheitsministerin Irene Vorrink brachte er 1976 die Änderung des niederländischen Betäubungsmittelgesetzes (Opiumwet) ein, durch die eine Unterscheidung zwischen „harten“ und „weichen Drogen“ eingeführt und der Besitz von Hanfprodukten für den Eigenkonsum zum Vergehen herabgestuft wurde. Van Agt stellte 1977 im Parlament die Bücher 3, 5 und 6 des neuen Zivilgesetzbuchs (Nieuw Burgerlijk Wetboek) vor.

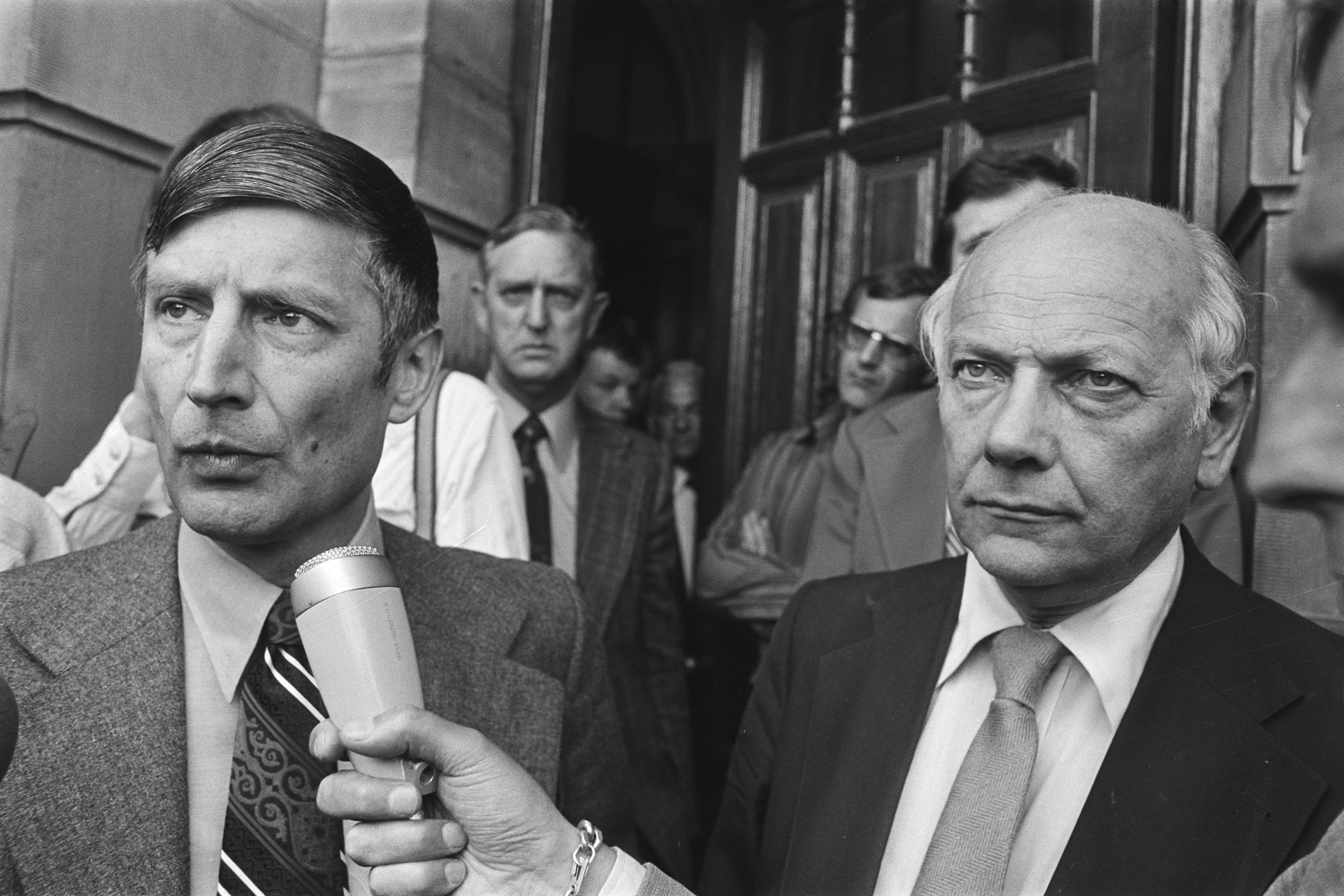
Justizminister van Agt (links) mit Ministerpräsident Joop den Uyl (1977)

Van Agt stand zuweilen im Mittelpunkt heftiger Auseinandersetzungen, etwa als er die Abtreibungsklinik Bloemenhove schließen lassen wollte, oder durch sein unbeholfenes Auftreten in der so genannten „Menten-Affäre“, in deren Verlauf er beinahe hätte zurücktreten müssen. 1972 löste er Entrüstung aus, als er drei in Breda inhaftierte NS-Kriegsverbrecher begnadigen wollte. In einem informellen Gespräch mit Journalisten erklärte er, dass ihm die Bestrafung der Kriegsverbrecher aus zwei Gründen wenig bedeute: „Anders als mein Vorgänger [Carel Polak] bin ich ein Arier und so jung, dass ich den Krieg kaum bewusst erlebt habe.“ Dies löste noch größere Empörung aus und nach Demonstrationen gegen die Entscheidung zur Begnadigung erklärte van Agt: „Hätte ich gewusst, wieviel Emotionen noch wach sind – ich hätte die Begnadigung nicht angeregt.“

### CDA-Chef und Ministerpräsident
Bei der Parlamentswahl im Mai 1977 war van Agt Spitzenkandidat des Christen-Democratisch Appèl (CDA), der gemeinsamen Liste der drei christlichen Parteien KVP, ARP und CHU, die mit 31,9 Prozent der Stimmen und 49 Sitzen zweitstärkste Kraft hinter der erstarkten Partij van de Arbeid wurde. Anschließend war er erster Vorsitzender der neuen CDA-Fraktion in der Zweiten Kammer. Am 19. Dezember 1977 wurde er Ministerpräsident der Niederlande, sein erstes Kabinett war eine Mitte-rechts-Koalition mit der liberalen VVD unter Hans Wiegel. Die drei im Wahlbündnis und der Fraktionsgemeinschaft CDA zusammengeschlossenen Parteien verschmolzen im Oktober 1980 zu einer einzigen Partei, deren erster Parteiführer van Agt bis Oktober 1982 war. 
Bei der Parlamentswahl im Mai 1981 wurde der CDA stärkste Kraft, van Agts christlich-liberale Koalition verfehlte aber knapp die absolute Mehrheit. Daraufhin bildete er eine Mitte-links-Regierung aus seinen Christdemokraten, der sozialdemokratischen PvdA und der sozialliberalen Partei D66. Das Kabinett Van Agt II kam am 11. September 1981 ins Amt. Dabei kam es zu einem erneuten Aufeinandertreffen mit Joop den Uyl, der dann als Vizepremier und Superminister für soziale Angelegenheiten unter van Agt dienen musste. Die Koalition zerbrach nach acht Monaten: Aufgrund von Unstimmigkeiten über die Finanzierung der Beschäftigungspolitik traten die PvdA-Minister am 12. Mai 1982 zurück. Die charakterlichen und politischen Differenzen und Auseinandersetzungen waren so groß, dass van Agt noch 1987 der Zutritt zu den Uyls Beerdigung von dessen Familie verwehrt wurde.

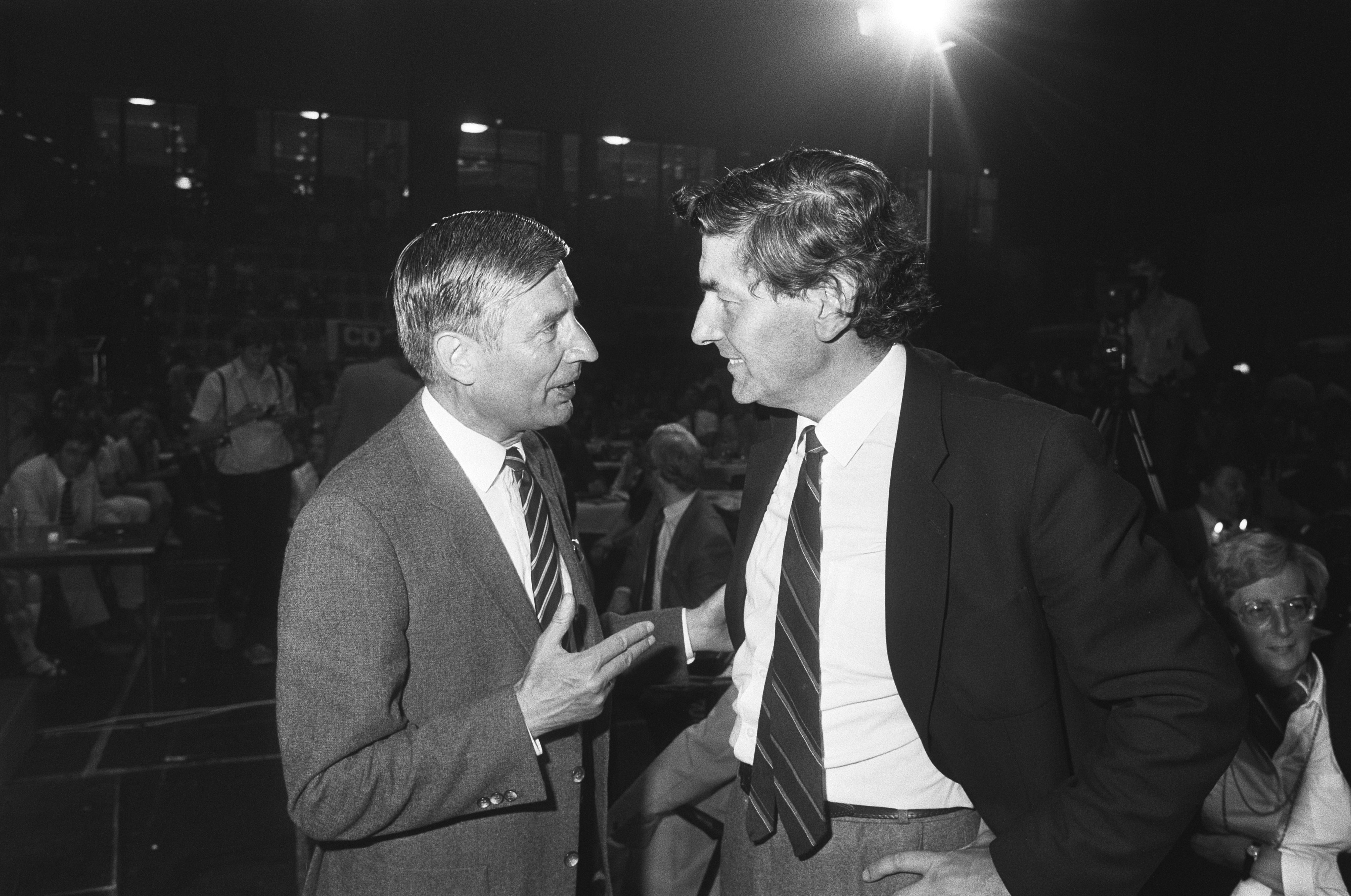
Van Agt (links) mit seinem Nachfolger Ruud Lubbers auf dem Wahlparteitag des CDA (1982)

Am 29. Mai 1982 bildete van Agt sein drittes Kabinett, eine Minderheitsregierung, der nur Minister von CDA und D66 angehörten. In dieser war van Agt in Personalunion auch Außenminister. Als solcher vertrat er angesichts der israelischen Invasion im Südlibanon die Verlängerung der niederländischen Beteiligung an der Mission UNIFIL um einen Monat. Im September 1982 wurden vorgezogene Neuwahlen abgehalten, bei denen der CDA drei Sitze verlor und hinter die Arbeitspartei zurückfiel. Am 25. Oktober 1982 wurde van Agt als Parteichef von Ruud Lubbers abgelöst, der zehn Tage später auch zum Ministerpräsidenten einer neuen Mitte-rechts-Regierung mit der erstarkten VVD ernannt wurde.

### Nach der Regierungszeit

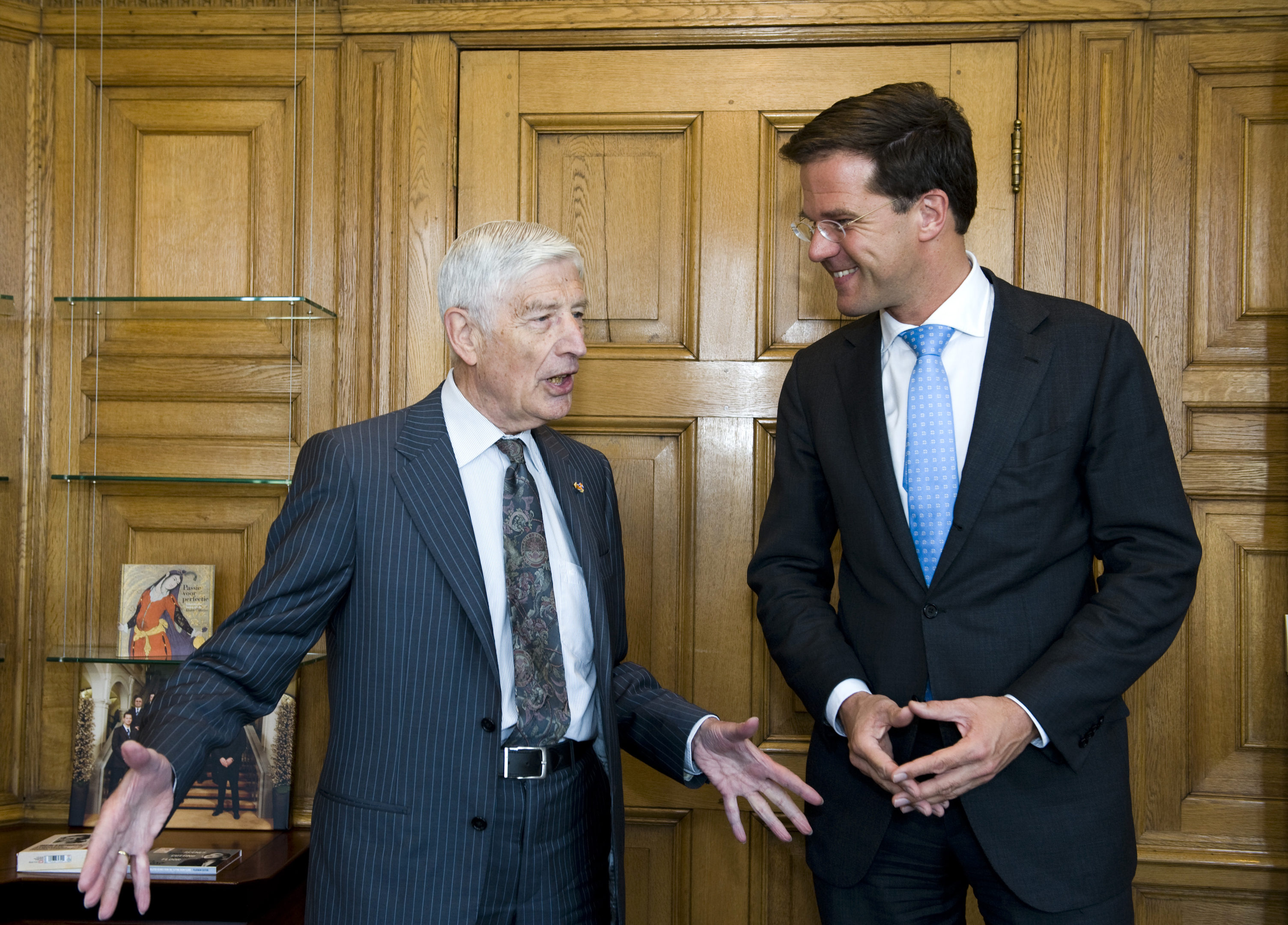
Dries van Agt mit Ministerpräsident Mark Rutte (2011)

Von September 1982 bis Juni 1983 war van Agt Abgeordneter in der Zweiten Kammer und danach bis 1987 Beauftragter der Königin in der Provinz Noord-Brabant. Von 1987 bis 1989 vertrat er die Europäische Gemeinschaft als Botschafter in Japan und bis 1995 in den USA.
Seit März 2009 engagierte er sich für das neu gegründete Russell-Tribunal zu Palästina. Seit einigen Jahren exponierte er sich als heftiger Gegner Israels und dessen Politik gegenüber Palästinensern. Er war von 2009 bis 2015 Vorsitzender der Stiftung The Rights Forum, die nach eigenen Angaben „auf eine gerechte Lösung der Palästina/Israel-Frage“ drängt und sich für die Rechte der Palästinenser einsetzt. Zudem war er Vorsitzender des Beirats der ebenfalls pro-palästinensischen Stiftung International Forum for Justice and Peace. Aus dem CDA trat er 2021 aus.